# Can Goita (Sant Cebrià de Vallalta)
Can Goita és una obra historicista de Sant Cebrià de Vallalta (Maresme) inclosa a l'Inventari del Patrimoni Arquitectònic de Catalunya.

## Descripció
Gran casal situat a la carretera de Can Mates a 0,5 km. Construït a finals del segle xix, Can Goitia sembla estar aixecada sobre una antiga masia. L'estil de la façana sembla de tipus historicista amb la reproducció dels carreus cantoners i les motllures de les finestres, tots falsejats per l'arrebossat. Al voltant de la casa hi ha les restes de l'activitat agrícola de la propietat, com per exemple la petita mina d'aigua o el graner.